# Edwardsia allmani
Edwardsia allmani är en havsanemonart som beskrevs av M'Intosh 1866. Edwardsia allmani ingår i släktet Edwardsia och familjen Edwardsiidae. Inga underarter finns listade i Catalogue of Life.